# جو رايت (لاعب كرة قاعدة)
جو رايت (بالإنجليزية: Joe Wright) هو لاعب كرة قاعدة أمريكي، ولد في 1869 في أوشكوش في الولايات المتحدة، وتوفي في 20 سبتمبر 1909 في أوماها في الولايات المتحدة.

## وصلات خارجية
- جو رايت على موقعبيزبول رفرنس.كوم (الدوري الرئيسي) (الإنجليزية)
- جو رايت على موقعبيزبول رفرنس.كوم (الدوري الثانوي) (الإنجليزية)
- جو رايت على موقع مشجعي الرسوم البيانية (الإنجليزية)